# Epicypta chaetophora
Epicypta chaetophora är en tvåvingeart som beskrevs av Loïc Matile 1979. Epicypta chaetophora ingår i släktet Epicypta och familjen svampmyggor. Inga underarter finns listade i Catalogue of Life.